# Sebastiano Bedendo
Sebastiano Bedendo (Olaszország, Rovigo, 1895. július 18. – Olaszország, Spinosa di Ottiglio, 1935. augusztus 24.) egy első világháborús olasz ászpilóta volt. Szolgálata során 5 igazolt és 4 igazolatlan légi győzelmet szerzett.

## Élete
1895-ben született Rovigóban.
Az 1910-es évek elején belépett az olasz hadseregbe és huzamosabb ideig szolgált a tüzérségnél. Később azonban az állóháború miatt (sok más pilótához képest) a légierőhöz való áthelyezését kérte. 1916-ban megszerezte pilótaigazolványát, és hamarosan az északkeleti fronton harcolt. A caporettói áttörés során Bedendo is részt vett Olaszország védelmében, azonban az osztrák-magyar, és német hadosztályokat az olasz csapatok csak jóval később voltak képesek megállítani.
1918 márciusában, és májusában egy-egy igazolatlan légi győzelmet szerzett, azonban július 29-én már igazolni tudta, hogy lelőtt egy gépet. Rá egy nappal július 30-án megszerezte 2. légi győzelmét.
1918. augusztus 6-án két darab igazolatlan légi győzelmet szerzett, Lartebasso légterében. A háborús során több igazolatlan győzelme nem volt. Augusztusban még 2 igazolt győzelmet szerez. Utolsót szeptember 16-án. Győzelmeit kivétel nélkül a Squadriglia 71 pilótájaként érte el.
Szolgált a 42., a 48., a 71., és a 72. repülő osztagban. 1918 októberében azonban meghívták az Ászok Repülőszázadába, vagyis a Squadriglia 91-be. Ebben a repülőszázadban már nem tudott győzelmet szerezni, hiszen hamarosan véget ért az első világháború , amelyet 5 igazolt, és 4 igazolatlan légi győzelemmel szerzett.
A háború után Bedendo visszatért egyetemére, és folytatta a háború miatt félbeszakított mérnöki tanulmányait. Később (1924-ben) csatlakozott a Regia Aeronautica-hoz, azaz az Olasz Légierőhöz, és az ottani mérnökség egyik fontos tagja lett. A 30-as években számos olyan repülőgépet fejlesztettek ki amelyet később az olasz, és a francia légierő is használt. Bedendo életének azonban 1935-ben egy repülőszerencsétlenség vetett véget, amikor társaival 1 háromszemélyes repülőgépet teszteltek, azonban a gép lezuhant és Sebastiano Bedendo, Giovanni Testore, és Giovanni Nicastro repülőhalált halt.

## Légi győzelmei
| Sorszám     | Dátum                | Beosztási hely | Ellenfél     | Győzelem helye |
| ----------- | -------------------- | -------------- | ------------ | -------------- |
| Igazolatlan | 1918. március 19.    | 71ª            | Ismeretlen   | Pergine        |
| Igazolatlan | 1918. június 7.      | 71ª            | Ismeretlen   | -              |
| 1           | 1918. július 29.     | 71ª            | Scout        | Val Terragnolo |
| 2           | 1918. július 30.     | 71ª            | Ismeretlen   | Monte Cadria   |
| Igazolatlan | 1918. augusztus 6.   | 71ª            | Scout        | Lartebasso     |
| Igazolatlan | 1918. augusztus 6.   | 71ª            | Two - Seater | Lartebasso     |
| 3           | 1918. augusztus 10.  | 71ª            | Scout        | Val Terragnolo |
| 4           | 1918. augusztus 22.  | 71ª            | Ismeretlen   | Vallarsa       |
| 5           | 1918. szeptember 16. | 71ª            | Ismeretlen   | -              |

## Fordítás
- Ez a szócikk részben vagy egészben  a   Sebastiano Bedendo című angol Wikipédia-szócikk fordításán alapul.  Az eredeti cikk szerkesztőit annak laptörténete sorolja fel. Ez a jelzés csupán a megfogalmazás eredetét és a szerzői jogokat jelzi, nem szolgál a cikkben szereplő információk forrásmegjelöléseként.